# Vuelta Ciclista del Uruguay 1980
La 37.ª edición de la Vuelta Ciclista del Uruguay se disputó entre el 27 de marzo y el 6 de abril de 1980.

## Etapas
| Etapa | Fecha       | Recorrido                  | km       | Ganador (equipo)                              |
| 1.ª   | 27 de marzo | Contrarreloj en Montevideo | 7 (CRI)  | Víctor Hugo González (Amanecer)               |
| 2.ª   | 28 de marzo | Montevideo-Durazno         | 139,8    | Ricardo Calleri (América)                     |
| 3.ª   | 29 de marzo | Durazno-Tacuarembó         | 192,7    | Juan Carlos Seijo (Policial)                  |
| 4.ª   | 30 de marzo | Tacuarembó-Rivera          | 114      | Juan Ramón Da Silva (Fénix)                   |
| 5.ª   | 31 de marzo | Rivera-Artigas             | 148      | Roberto Bernard (Policía Federal Argentina)   |
| 6.ª   | 1 de abril  | Contrarreloj en Artigas    | 31 (CRI) | Osvaldo Frossasco (Policía Federal Argentina) |
| 7.ª   | 2 de abril  | Artigas-Colonia Palma      | 114      | Juan Ramón Da Silva (Fénix)                   |
| 8.ª   | 3 de abril  | Salto-Paysandú             | 113,5    | Carlos Zárate (San Jorge)                     |
| 9.ª   | 4 de abril  | Paysandú-Mercedes          | 191,5    | Ricardo Rondán (Belo Horizonte)               |
| 10.ª  | 5 de abril  | Dolores-Colonia            | 197,6    | Juan Ramón Da Silva (Fénix)                   |
| 11.ª  | 6 de abril  | Colonia-Montevideo         | 199      | Héctor Villegas (Atenas de Mercedes)          |

### Clasificación individual
| Pos. | Ciclista           | Equipo                    | Tiempo           |
| ---- | ------------------ | ------------------------- | ---------------- |
| 1.º  | Juan Carlos Ruarte | Policía Federal Argentina | 36 h 06 min 31 s |
| 2.º  | Ricardo Calleri    | Club Ciclista América     | a 6 s            |
| 3.º  | Juan Carlos Seijo  | Club Atlético Policial    | a 38 s           |
| 4.º  | José De Lima       | Caloi                     | a 1 min 22 s     |
| 5.º  | Osvaldo Frossasco  | Policía Federal Argentina | a 5 min 13 s     |
| 6.º  | Washington Silva   | Club Ciclista América     | a 5 min 19 s     |
| 7.º  | Aurelio Femenía    | Policía Federal Argentina | a 5 min 33 s     |
| 8.º  | Federico Moreira   | Club Ciclista Maroñas     | a 5 min 44 s     |
| 9.º  | Roberto Bernard    | Policía Federal Argentina | a 8 min 35 s     |
| 10.º | Carlos Alcántara   | Club Ciclista Amanecer    | a 8 min 36 s     |

### Clasificación por equipos
| Pos. | Equipo                    | Tiempo            |
| ---- | ------------------------- | ----------------- |
| 1.º  | Policía Federal Argentina | 108 h 31 min 51 s |
| 2.º  | América                   | a 10 min 32 s     |
| 3.º  | Maroñas                   | a 14 min 19 s     |